# 우크라이나계 오스트레일리아인
우크라이나계 오스트레일리아인(Ukrainian Australian)은 우크라이나 혈통을 지닌, 오스트레일리아 국적이 있거나, 그 거주자들을 말한다. 시드니, 멜버른 등에 거주한다. 영어, 우크라이나어 사용을 많이 한다.

## 같이 보기
- 우크라이나 디아스포라